# Valerij Ivanovics Tokarev
Valerij Ivanovics Tokarev (oroszul: Валерий Иванович Токарев, Kapusztyin Jar. 1952. október 29.–) orosz űrhajós, ezredes.

## Életpálya
1973-ban Sztavropolban a katonai pilótaképzőn (VVAULSH) szerzett főiskolai mérnök-pilóta oklevelet. 1982-ben kitüntetéssel berepülőpilóta jogosítványt kapott. Több repülőgéptípuson repült: Jak–36, Szu–27K, MiG–29K, Jak–141 repülőgép-hordozó-alapú le- és felszállás. Nehéz szállító repülőgépek tesztelése: An–140. Több mint 3000 órát tartózkodott a levegőben, 46 típusú repülőgépek és helikopter fejlesztésénél nyújtott segítséget, részt vett több mint 70 repülőesemény vizsgálatban. 1997-ben a nemzeti Gazdasági Akadémián vizsgázott. Szolgált pilótaként, vezető pilótaként, egységparancsnok, ezred parancsnok-helyettes.
1989. január 25-től részesült űrhajóskiképzésben. Eleinte a Buran űrrepülőgép vezetésére képezték, a program megszűnésével az űrállomáson teljesítendő szolgálatra képezték. Kiképzésben részesült a Lyndon B. Johnson Űrközpontban, valamint a Jurij Gagarin Űrhajóskiképző Központban. Két űrszolgálata alatt összesen 199 napot, 15 órát, 12 percet és  48 másodperc töltött a világűrben. Kettő űrséta (kutatás, szerelés) alatt összesen 11 óra és 05 percet töltött az ISS űrállomáson kívül. 2007-ig több  felkészítés alatt álló űrhajós osztály parancsnoka. Űrhajós pályafutását 2008. június 10-én fejezte be.

## Űrrepülések
- STS–96, a Discovery űrrepülőgép 26. repülésének kutatásfelelős. A második járat a Nemzetközi Űrállomásra (ISS). A második orosz űrhajós, aki az ISS-en dolgozott. Szállított 4 tonna logisztikai felszerelést és ellátmányt (víz, élelmiszer) a hosszútávú szolgálat biztosításához. Visszafelé tudományos eredményeket és hulladékot szállított. Első űrszolgálata alatt összesen 9 napot, 19 órát és 13 percet (235 óra) töltött a világűrben.  Összesen 7 óra 55 percet töltött a világűrben (kutatás, szerelés). 6 000 000 kilométert (3 700 000 mérföldet) repült, 154 kerülte meg a Földet.
- Szojuz TMA–7 fedélzeti mérnök/ISS parancsnok. Két űrszolgálata alatt összesen 189 napot, 19 órát, 53 percet és 32 másodpercet töltött a világűrben. Kettő űrséta (kutatás, szerelés) alatt összesen 11 óra és 05 percet töltött az ISS űrállomáson kívül.

### Tartalék személyzet
- Szojuz TMA–3 parancsnok
- Szojuz TMA–5 parancsnok

## Kitüntetések
- Megkapta az Arany Csillag kitüntetést.